# Casa San Agustín
La Casa San Agustín es un edificio considerado monumento ubicado en el Centro Histórico de la Ciudad de México, en la esquina de las calles Uruguay y 5 de Febrero, (anteriormente calles de Don Juan Manuel y de la Joya respectivamente), y su nombre se debe a que el edificio fue propiedad de la Orden de San Agustín, cuyo convento estaba ubicado junto a este edificio. 

## Historia del edificio
Los agustinos contaban con varias propiedades en la Ciudad de México, además del convento los agustinos poseían: El colegio de San Pablo (hoy Hospital Juárez), la Exhacienda de Santa Mónica (en Tlalnepantla) la hospedería de Santo Tomas de Villanueva (hoy Hotel Cortés), la hospedería de San Nicolás de Tolentino (hoy propiedad de la UNAM) el noviciado (hoy Farmacia París), la capilla del Noviciado (En la calle República de El Salvador), además de varias casas en lo que hoy es el Centro Histórico de la Ciudad de México.  
El edificio fue construido a finales del siglo XVII de acuerdo al historiador Francisco de la Maza y fue remodelado de 1924 a 1928 por el ingeniero Luis Robles Gil -Descendiente de Manuel Tolsá- en estilo neocolonial, con elementos como arcos y óculos octagonales. En 1936 se añadieron al edificio dos pisos más y una terraza con algunos detalles de influencia art déco, así como un torreón con mirador y una hornacina con una escultura de la Virgen de Guadalupe. A partir de 1928 el edificio albergó al Hotel Ontario, que funcionó como tal hasta mediados de la década de 1980, cuando la zona se deterioró a raíz del terremoto de 1985 y el funcionamiento del hotel ya no resultó viable.

## Recuperación
En el año 2008 fue remodelado para albergar a un hotel de la cadena Hilton. Durante la restauración la prioridad fue preservar la integridad de la fachada, el atrio —que ahora ocupa la recepción—, la cancelería de madera y la decoración con mosaicos, Para reponer los mosaicos se elaboraron artesanalmente 12 mil piezas y se colocó el vitral que domina el lobby y que reproduce los principales elementos de la fachada con el colorido de mediados del XIX.

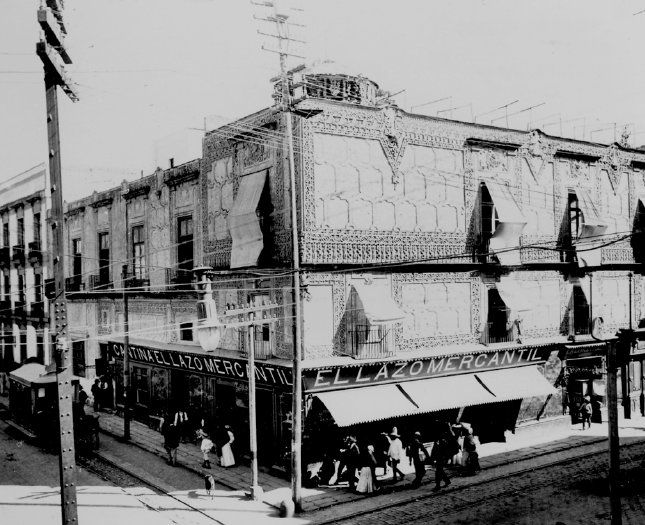
El edificio en 1905
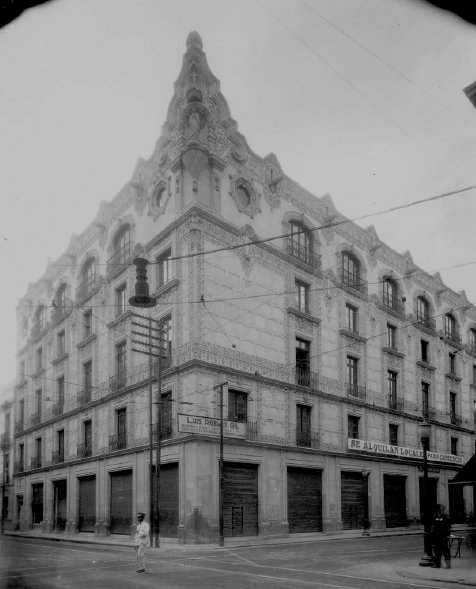
Después de la remodelación de 1928
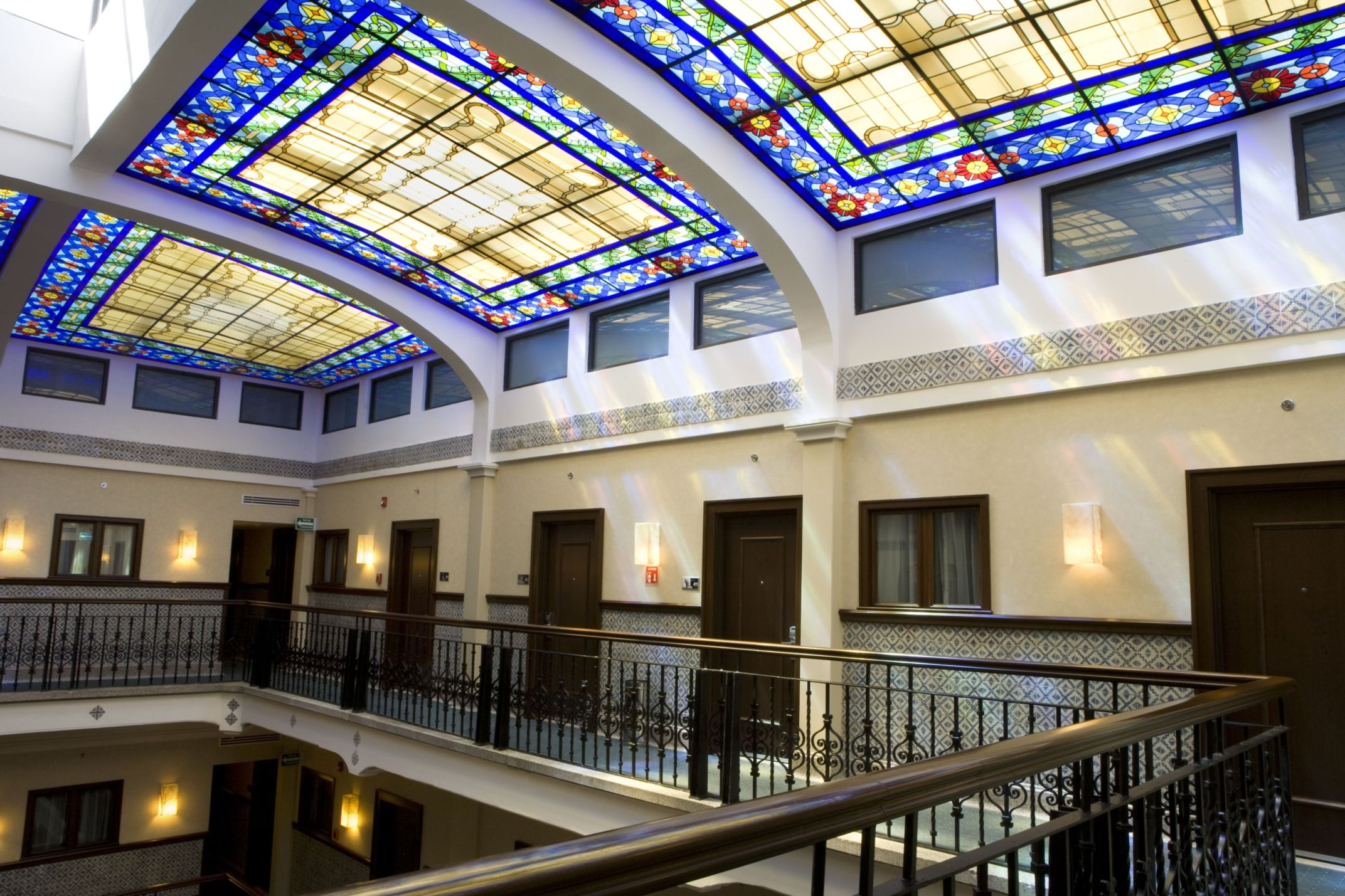
Interior del edificio
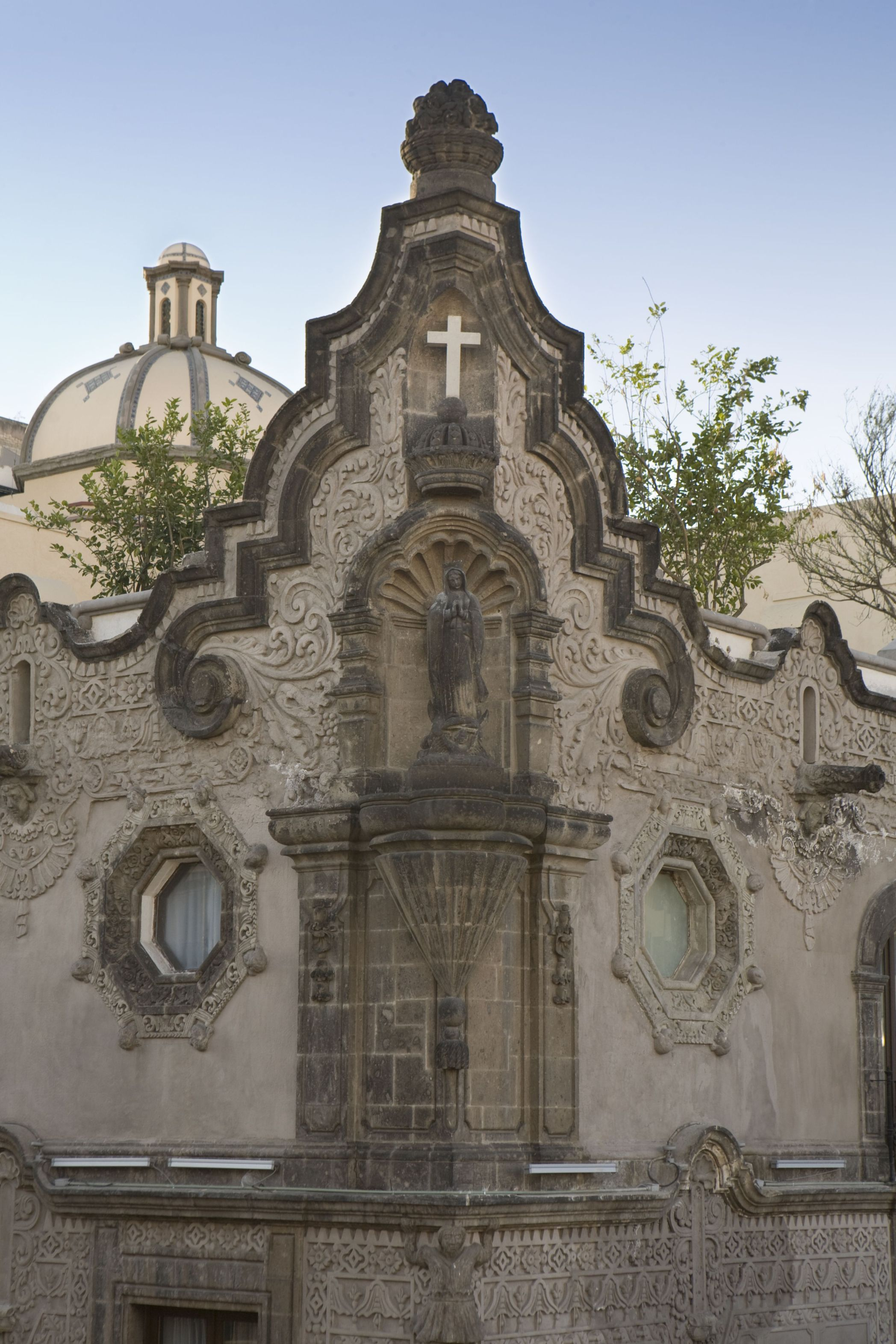
Remate de la fachada